# 下小山田町 (町田市)
下小山田町（しもおやまだまち）は、東京都町田市の地名。「丁目」の設定のない単独町名である。郵便番号は194-0202。
多摩ニュータウンの造成開発に伴い、一部が1973年（昭和48年）12月1日に東京都多摩市へ編入され、一時期多摩市下小山田町が存在した。編入された部分の詳細については下小山田町 (多摩市)を参照のこと。

## 地理
町田市の北部に位置する。東に町田市小野路町、西に上小山田町、小山町、南に小山田桜台、図師町、常盤町、忠生、北に多摩市唐木田、南野と接している。

### 河川
- 鶴見川
- 結道川

### 地価
住宅地の地価は、2014年（平成26年）1月1日の公示地価によれば、下小山田町字関村228番2の地点で8万1100円/m2となっている。

## 歴史
平安時代後期、坂東八平氏の一つ秩父平氏の一族有重が武蔵国小山田荘に移り住み小山田氏を名乗る。小山田荘は有重の子息に分割されたほか、武蔵稲毛荘などを領した。秩父平氏・小山田氏の一族は鎌倉幕府の創設に携わるが、元久2年（1205年）に畠山重忠の乱に連座して衰微する。鎌倉時代には甲斐国東部の郡内地方に進出したという。南北朝期には高家が新田義貞に属し、建武3年（1336年）5月の湊川の戦いにおいて義貞の身代わりとして討死したという。下小山田町の大泉寺には有重・行重親子と高家の三基の宝篋印塔が残されている、
1447年には長尾景春によって、小山田城が落城している。その後、後北条氏の支配下に入っているが、その頃には上小山田村、下小山田村の名が見える。

### 地名の由来
谷戸田のある地形がそのまま地名となった。

### 沿革
- 1868年（明治元年） - 武蔵県知事の管轄とされたが、同年末までに全域が神奈川県に移管される。
- 1873年（明治6年）5月1日 - 区番組制により第八区五番組となる。
- 1874年（明治7年）6月15日 - 大区小区制により、第八大区四小区となる。
- 1878年（明治11年）7月22日 - 郡区町村制施行。神奈川県南多摩郡下小山田村となる。
- 1884年（明治17年）7月5日 - 連合戸長役場制により、下小山田村、小野路村、大蔵村、真光寺村、能ヶ谷村、野津田村、広袴村、三輪村が8ヶ村連合となる。戸長役場は小野路村に置かれる。
- 1889年（明治22年）4月1日 - 町村制施行。下小山田村と上小山田村・図師村・山崎村・木曽村・根岸村が合併し、南多摩郡忠生村大字下小山田となる。
- 1893年（明治26年）4月1日 - 神奈川県のうち、西多摩郡、南多摩郡、北多摩郡を東京府に移管。東京府南多摩郡忠生村大字下小山田となる。
- 1943年（昭和18年）7月1日 - 東京都制により、東京都南多摩郡忠生村大字下小山田となる。
- 1958年（昭和33年）2月1日 - 町田町、忠生村、鶴川村、堺村の1町3村が対等合併し、市制施行。町田市下小山田町となる。
- 1973年（昭和48年）12月1日 - 北部の一部を多摩市に編入。該当部分は多摩市下小山田町となる。
- 1984年（昭和59年）2月1日 - 下小山田町、上小山田町、常盤町のそれぞれ一部より小山田桜台一〜二丁目を新設。

## 世帯数と人口
2018年（平成30年）1月1日現在の世帯数と人口は以下の通りである。
| 町丁       | 世帯数    | 人口    |
| ---------- | --------- | ------- |
| 下小山田町 | 1,731世帯 | 3,910人 |

## 小・中学校の学区
市立小・中学校に通う場合、学区は以下の通りとなる。
| 番地 | 小学校                 | 中学校               |
| --- | ---------------------- | -------------------- |
| 3567番地 3567の1（都営八幡平アパート） | 町田市立忠生小学校     | 町田市立忠生中学校   |
| 1019～1216番地 | 町田市立図師小学校     | 町田市立忠生中学校   |
| 1～1018番地、1217～2761番地 2762番地の3～5、2805～2875番地 2877～2894番地、2897番地の1～2・4 2898～2906番地、2912～2937番地 2940～3103番地、3582～4001番地 4003番地               | 町田市立小山田小学校   | 町田市立小山田中学校 |
| 2762番地の2、2876番地 3231～3257番地、3259～3266番地 3267番地の1・3～10・14～33・35 3267番地の38～41・43～45 3268～3363番地、3367～3566番地 3574～3580番地                        | 町田市立小山田南小学校 | 町田市立小山田中学校 |
| 2895～2896番地、2897番地の3 2907～2911番地、2938～2939番地 3104～3164番地、3209～3230番地 3258番地、3267番地の2・11～13 3267番地の34・36～37・42・46～49 4002番地、4004～4018番地 | 町田市立図師小学校     | 町田市立小山田中学校 |

## 交通

### 路線バス
神奈川中央交通（神奈中）・京王バスにより、以下の路線が運行されている。2017年12月18日より唐木田駅東・多摩南部地域病院方面を結ぶ検証運行が開始された。ここでは町内停留所に停車する路線のみ記す。
都道155号線沿い
- 町27：町田TM - 町田BC - 第四小学校前 - 市民病院前 - 根岸 - 図師大橋 - 山の端 - 小山田
- 町28：町田TM - 町田市民病院 - 常盤 - 桜橋 - 小山小学校前 - 片所 - 田端 - 久保ヶ谷戸 - ネイチャーファクトリー東京町田（町田市民バスまちっこ相原ルート、平日1日3往復）
- 淵67：淵野辺駅北口 - 桜美林学園 - 小山田桜台 - 清住平 - 日大三高
- 検証運行：小山田桜台 - 清住平 - 山の端 - 唐木田駅東 - 多摩南部地域病院（平日のみ）

さくら通り沿い
- 町38：町田BC → 第四小学校前 → 市民病院前 → 上宿 → 根岸 → 市立室内プール（平日のみ）
- 町39：町田BC - 第四小学校前 - 市民病院前 - 上宿 - 根岸 - 市立室内プール - 日大三高入口 - 図師大橋 - 図師 - 野津田車庫

結道（ゆいどう）沿い
- 町31：町田BC - 第四小学校前 - 市民病院前 - 根岸 - 図師大橋 - 日大三高東 - 多摩丘陵リハビリテーション病院
- 多43：多摩センター駅 - 唐木田駅東 - 福祉センター - 国際ゴルフ場 - 多摩丘陵リハビリテーション病院 - 日大三高（京王）
- 多45：多摩センター駅 - 鶴牧西公園 - 福祉センター - 国際ゴルフ場 - 多摩丘陵リハビリテーション病院 - 日大三高（京王）

### 道路

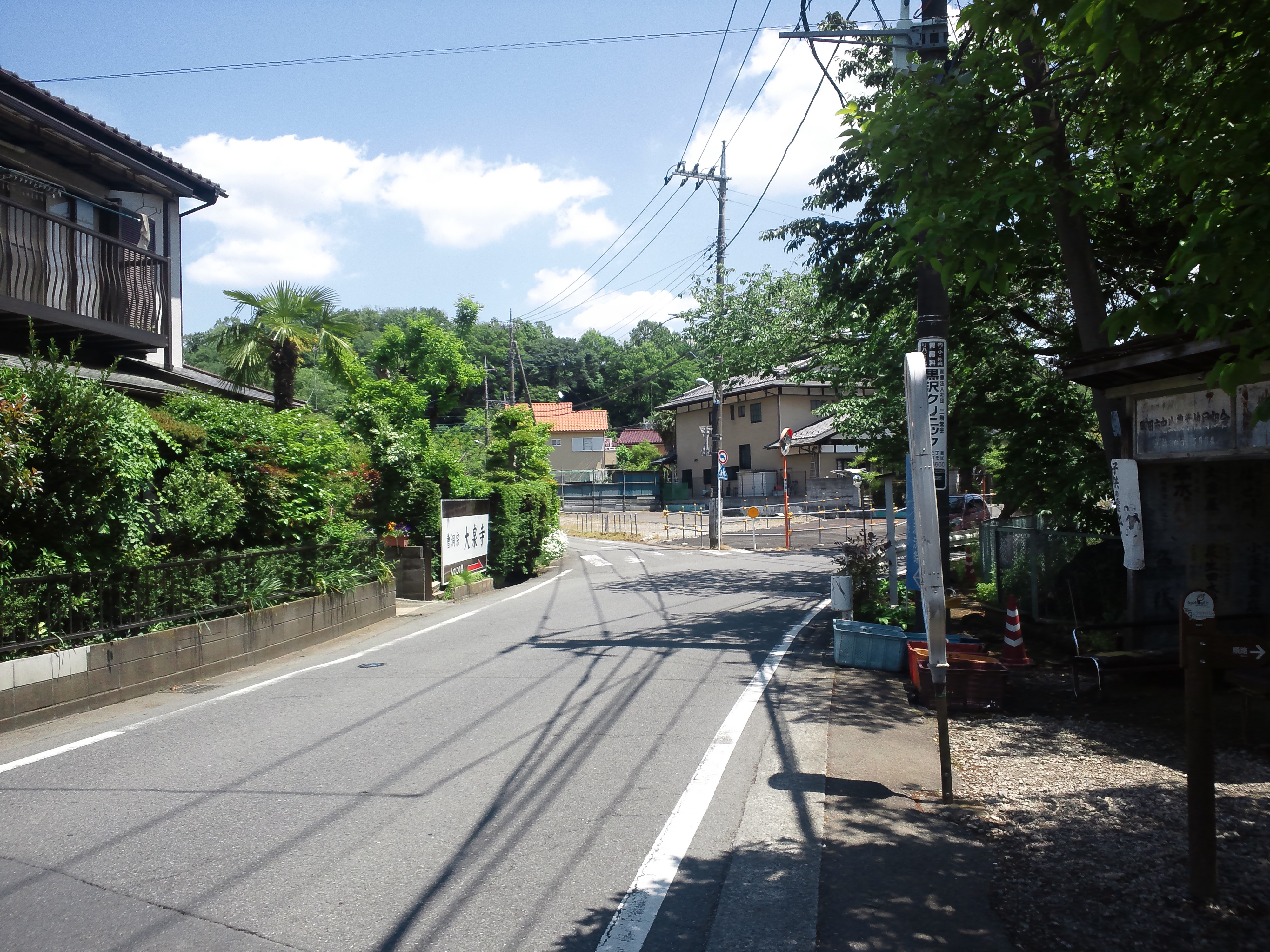
都道155号線（大泉寺バス停付近）

- 東京都道155号町田平山八王子線
- 桜台通り
  - 新竹之内橋
- さくら通り
- 尾根緑道

## 施設
行政

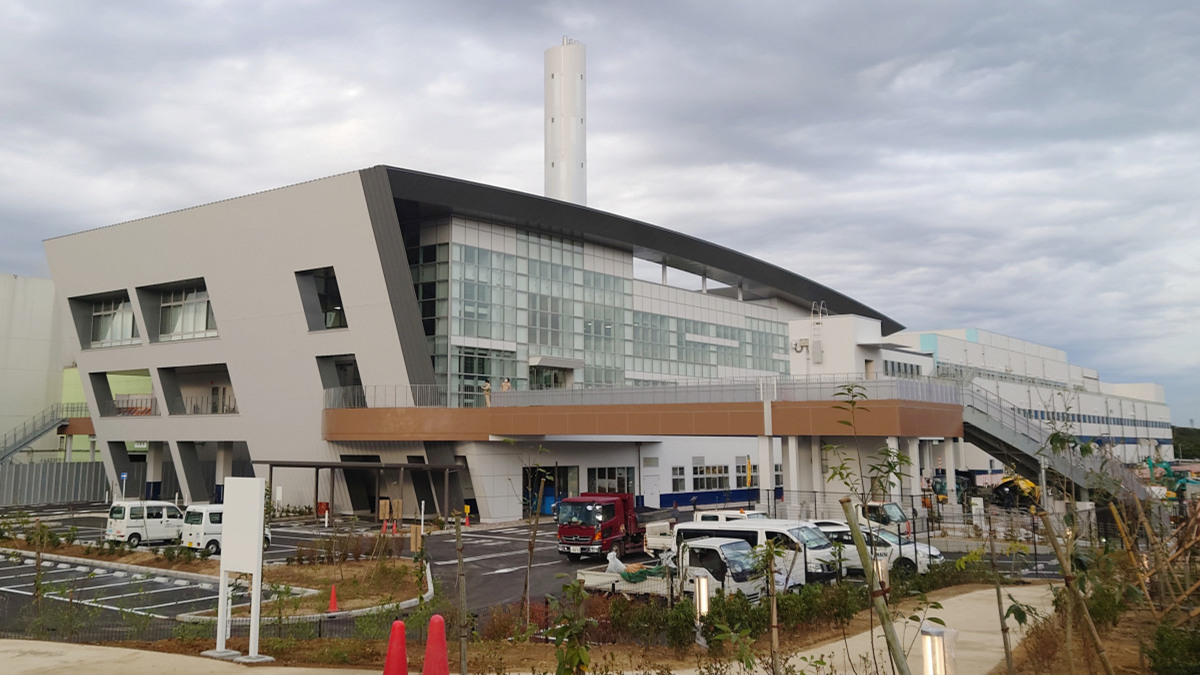
町田市バイオエネルギーセンター

- 町田市バイオエネルギーセンター（旧・町田リサイクル文化センター）
- 町田市排水浄化センター
- 町田市土木サービスセンター

文化
- 町田市大賀藕絲館
- 町田市考古資料室

病院
- 多摩丘陵病院
- 多摩丘陵リハビリテーション病院

公園
- 小山田緑地
- 小山田蓮田緑地
- 下小山田山王林公園
- 忠生スポーツ公園

寺院・神社
- 大泉寺 - 曹洞宗の仏教寺院。山号は補陀山。武相卯歳観音霊場四十八ヶ所11番。
- 泉蔵寺
- 白山神社
- 小山田神社